# Wellington Phoenix Football Club
Wellington Phoenix Football Club é um clube de futebol da cidade de Wellington, Nova Zelândia, que atualmente disputa a A-League

## História
O Wellington Phoenix teve sua franquia declarada em 19 de março de 2007, mas seu nome, suas cores e distintivo só foram anunciado em 28 de março. Seu nome foi escolhido através de uma lista com 250 opções dadas pelo público. O clube entra na A-League, campeonato entre times australianos e neozelandeses, em 2007.

## Símbolos
As cores do Phoenix são o preto e o amarelo, as cores da cidade de Wellington. O escudo da equipe possui uma fênix negra erguendo vôo em sua parte superior. Possui ainda uma bola de futebol entre chamas. Há ainda a escrição do nome "Wellington Phoenix FC" no distintivo.

## Torcida
Os torcedores do Phoenix chamam-se Yellow Fever, nome de um movimento de torcedores fundado por Mike Greene. O grupo foi criado um dia após o lançamento do clube junto à liga australiana e teve insparação na torcida de cricket Beige Brigade.

## Estádio
O Westpac Stadium é o estádio do Wellington Phoenix. Tem capacidade para 34.500 pessoas. Também é chamado de The Cake Tin devido à sua forma, porém os moradores locais chamam apenas de "O Estádio" (The Stadium).